# Liakhavitchy
Liakhavitchy (en biélorusse : Ляхавічы, en łacinka : Lachavičy) ou Liakhovitchi (en russe : Ляховичи ; en polonais : Lachowicze) est une ville de la voblast de Brest, en Biélorussie, et le centre administratif du raïon de Liakhavitchy. Sa population s'élevait à 10 919 habitants en 2017.

## Géographie
Liakhavitchy est située à 19 km au sud-est de Baranavitchy, à 103 km au nord de Pinsk, à 129 km au sud-ouest de Minsk et à 203 km au nord-est de Brest.

## Histoire
La première mention de Liakhavitchy, faisant alors partie du grand-duché de Lituanie, remonte au xve siècle. Sa forteresse (ru), bâtie au xvie siècle, survit à l'assaut des Cosaques de Severyn Nalyvaïko (hiver 1595-1596) ainsi qu'à tous les sièges de la guerre russo-polonaise de 1654-1667, dont le célèbre siège de Liakhavitchy (1660). À la suite du deuxième partage de la Pologne (1793), Liakhavitchy passe aux mains de l'Empire russe. La ville est alors rattachée administrativement au gouvernement de Minsk et à sa subdivision l’ouïezd de Sloutsk
Lors de la Première Guerre mondiale, Liakhavitchy se trouve dans la zone des armées. Le 18 février 1918, la ville est occupée par les troupes allemandes, l'automne suivant par les bolcheviks, le 17 avril 1919 par les Polonais, et enfin en juillet 1920 de nouveau par les bolcheviks.
Suivant le traité de Riga (1921), Liakhavitchy devient polonaise, sous le nom de Lachowicze. Dans l'entre-deux-guerres, elle fait partie du powiat de Baranowicze, dans la voïvodie de Nowogródek. Le 27 juin 1931, Lachowicze reçoit à nouveau le statut de ville. Après la signature du Pacte germano-soviétique, elle est occupée par l'Armée rouge en septembre 1939, puis annexée par l'Union soviétique et rattachée à la république socialiste soviétique de Biélorussie. Elle devient un centre administratif de raïon le 15 janvier 1940.

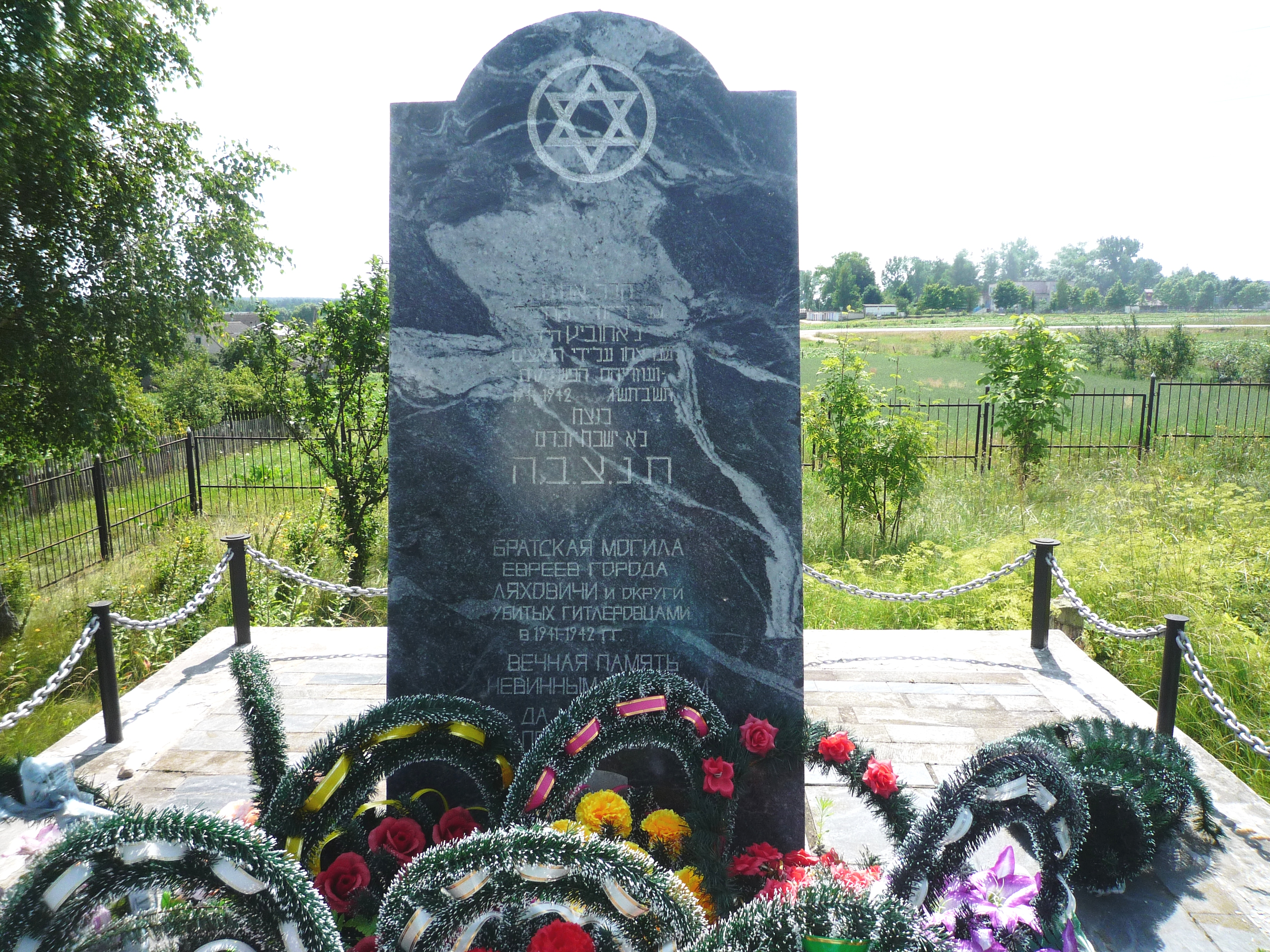
Stèle commémorative au ghetto de Liakhavitchy

Pendant la Seconde Guerre mondiale, Liakhavitchy est occupée par l'Allemagne nazie du 24 juin 1941 au 6 juillet 1944. Au moment de l'arrivée des nazis, la ville compte une importante communauté juive de 3 656 membres (dont des réfugiés de Pologne). En novembre 1941, une unité des Einsatzgruppen commet un massacre des juifs de la ville et enferme dans un ghetto les survivants. En juin 1942, 300 juifs sont assassinés à leur tour lors d'une autre exécution de masse. Une révolte dans le ghetto permet à quelques-uns de tuer le commandant allemand et de fuir et rejoindre la résistance. Deux stèles commémoratives sont présentes dans la ville : une première érigée en 1961 en hommage aux victimes du printemps 1943, et une deuxième sur la tombe commune des prisonniers tués en juillet 1942,.

## Population
Recensements (*) ou estimations de la population :
| 1897* | 1939* | 1959* | 1970* | 1979* | 1989*  |
| ----- | ----- | ----- | ----- | ----- | ------ |
| 5 016 | 5 100 | 4 490 | 5 499 | 7 728 | 10 664 |

| 2009*  | 2013   | 2014   | 2015   | 2016   | 2017   |
| ------ | ------ | ------ | ------ | ------ | ------ |
| 10 999 | 11 007 | 10 918 | 10 873 | 10 902 | 10 919 |

## Patrimoine
- Église catholique Saint-Joseph (1907)[10]
- Ancien cimetière (XIXe siècle)
- Synagogue (XIXe siècle, aujourd'hui transformée en usine)
- Église de l'Exaltation de la Sainte-Croix[11] (1992)

Plans et dessins anciens
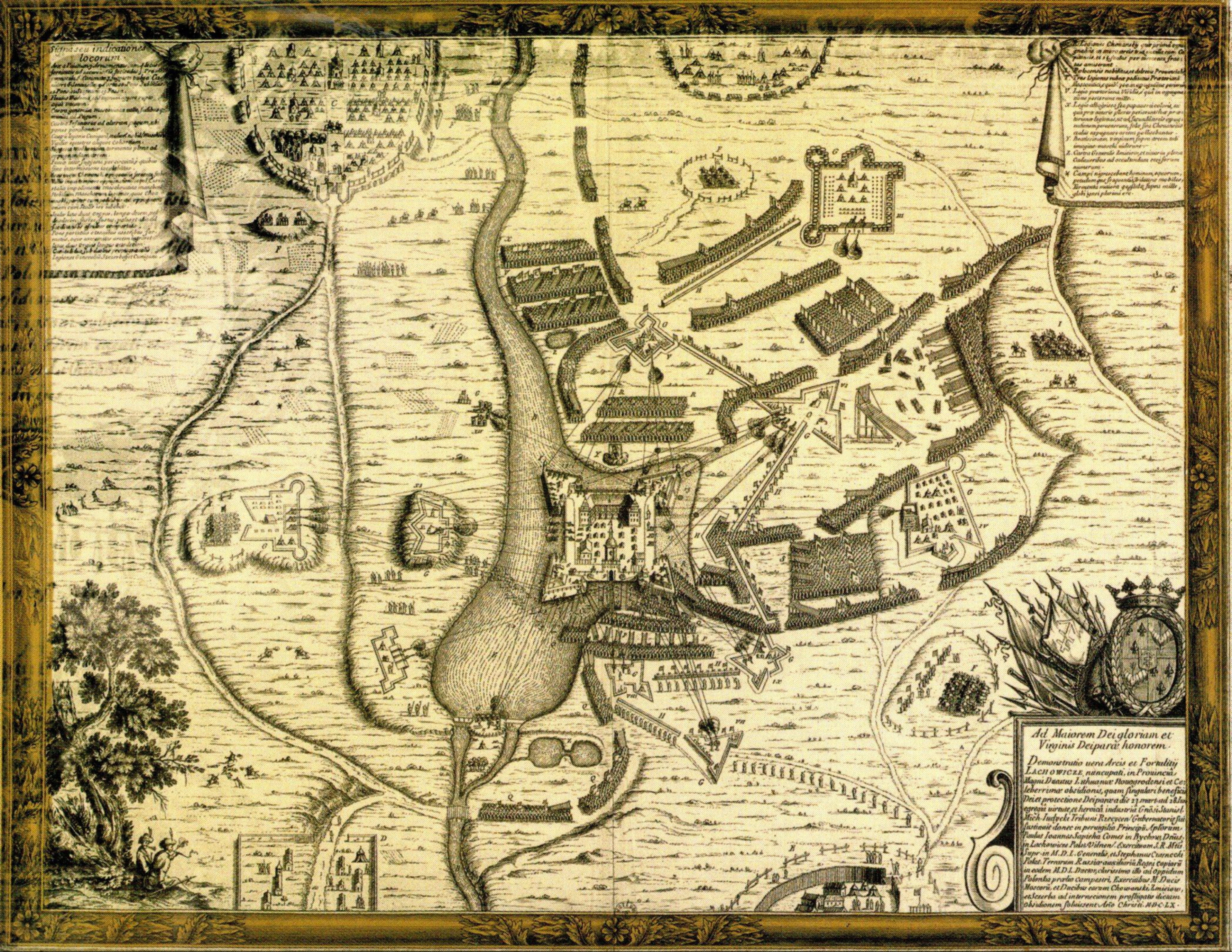
«Siège du château de Liakhavitchy», 1660
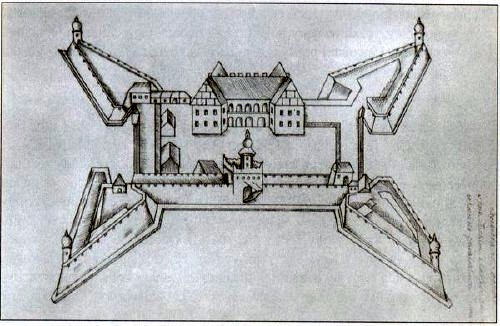
Fortifications
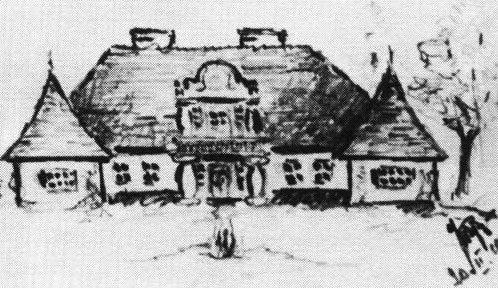
Résidence Kossakovski
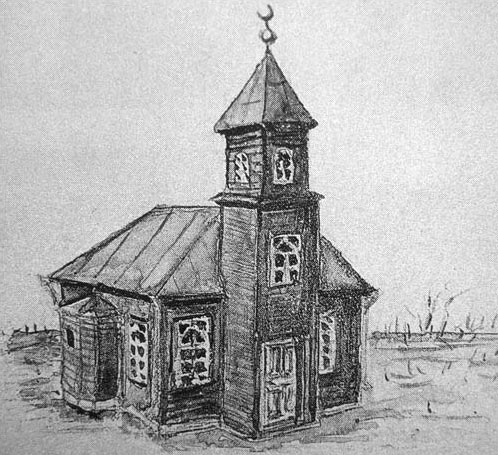
Mosquée

Images d'archives
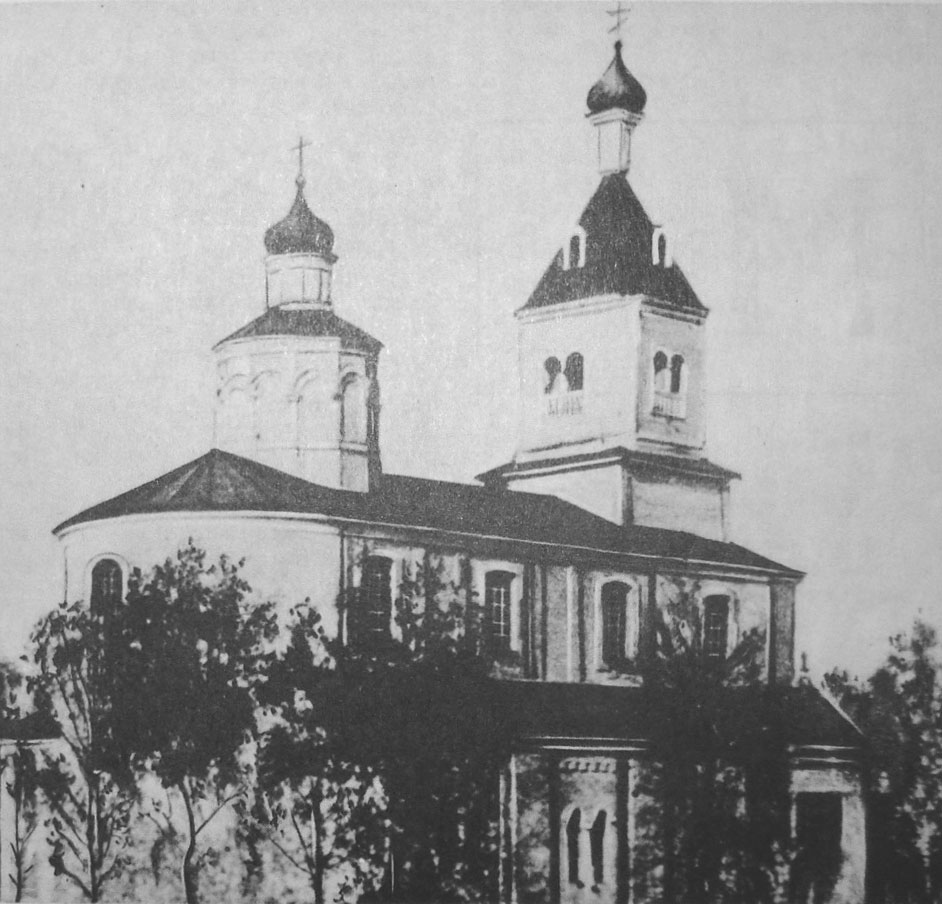
Ancienne église catholique, devenue orthodoxe, puis détruite en 1960
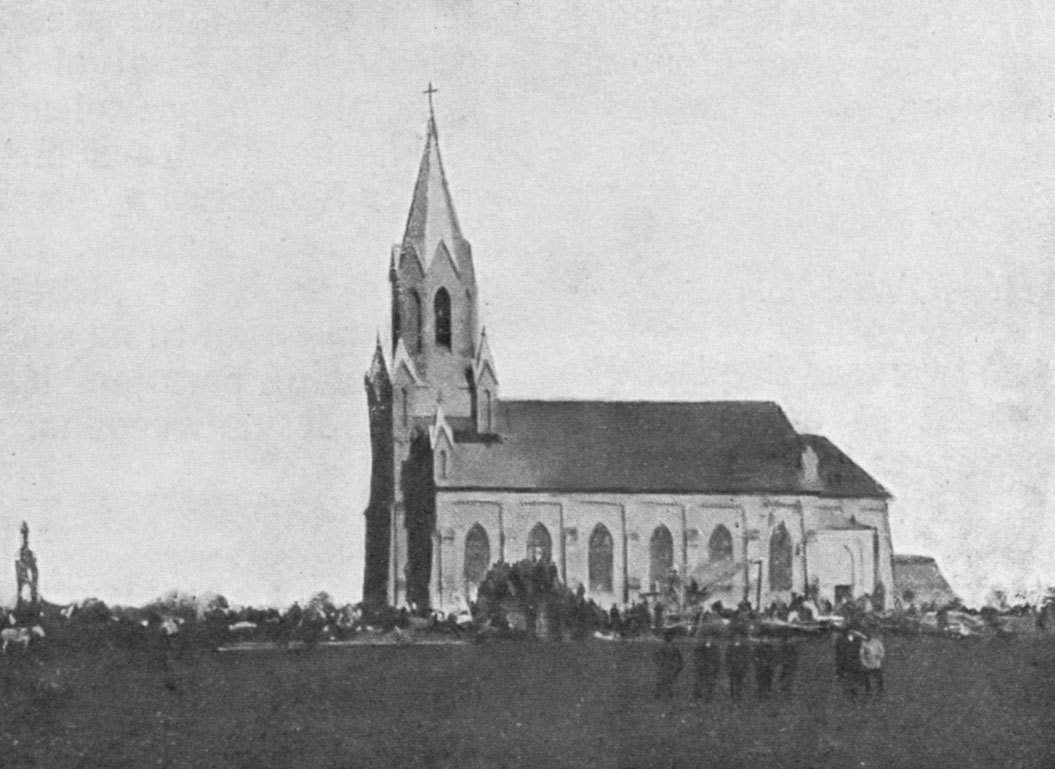
Nouvelle église catholique (désormais polyclinique)
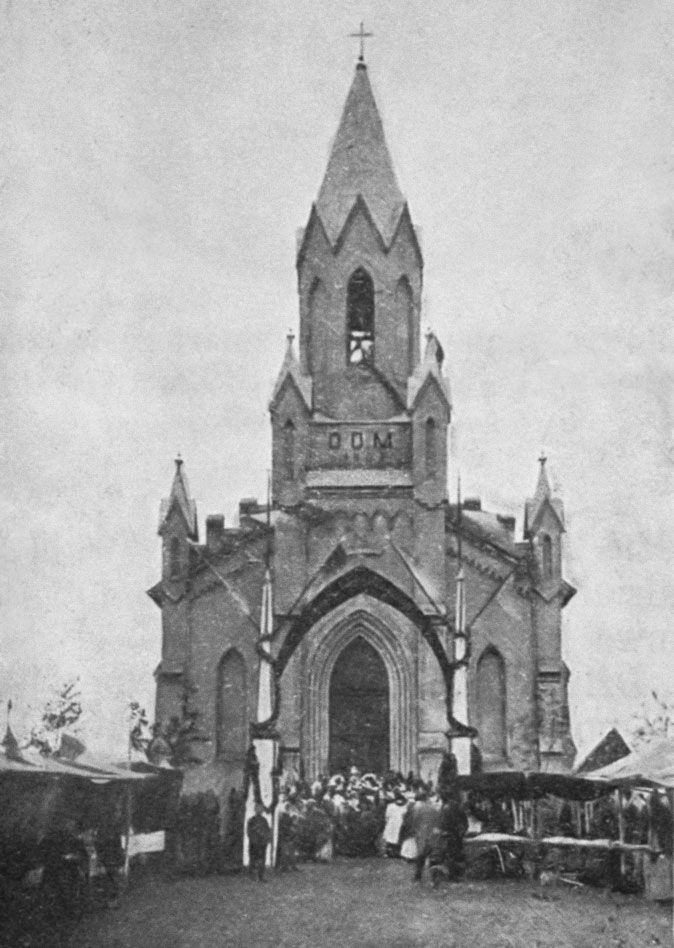
Nouvelle église catholique
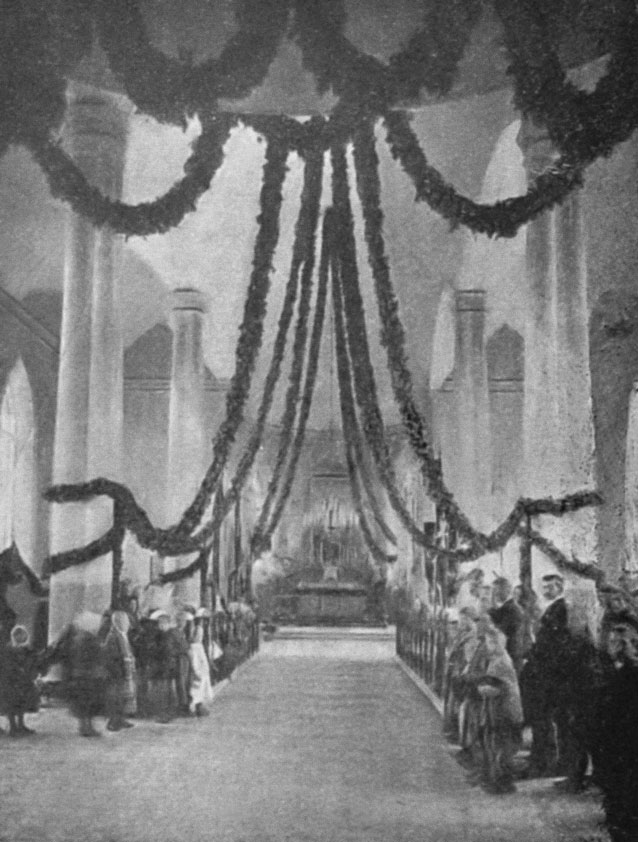
Nouvelle église catholique, intérieur